# 17 gennaio
Il 17 gennaio è il 17º giorno del calendario gregoriano. Mancano 348 giorni alla fine dell'anno (349 negli anni bisestili).

## Eventi
- 38 a.C. – Ottaviano sposa Livia Drusilla, tre giorni dopo che Livia ha dato alla luce il secondo figlio di Tiberio Claudio Nerone, Druso maggiore.
- 395 – Alla morte di Teodosio I, l'Impero romano viene definitivamente suddiviso in Impero d'Oriente, governato da Arcadio, e Impero d'Occidente, governato da Onorio.
- 1377 – Papa Gregorio XI riporta il papato a Roma dietro le preghiere di Caterina da Siena.
- 1562 – La Francia riconosce gli Ugonotti con l'Editto di St. Germain.
- 1589 – La Chiesa russa è riconosciuta autocefala. Giobbe eletto metropolita di Mosca è elevato a patriarca da Geremia II patriarca di Costantinopoli su pressione dello zar Fëdor I.
- 1601 – Il Trattato di Lione segna l'annessione del Marchesato di Saluzzo ai dominii Sabaudi
- 1648 – Il Parlamento Lungo inglese rompe i negoziati con re Carlo I dando il via alla seconda fase della guerra civile inglese.
- 1656 – Viene firmato il Trattato di alleanza di Kölnigsberg tra l'Impero svedese di re Carlo X e il principe del Brandeburgo Federico Guglielmo I di Hohenzollern, in funzione anti polacca, nell'ambito della seconda guerra del nord.
- 1671 – Viene rappresentata per la prima volta a Palazzo delle Tuileries a Parigi l'opera Psychè di Molière, Corneille e Quinault
- 1746 – Carlo Edoardo Stuart, "Bonnie Prince Charlie", sconfigge l'esercito degli Hanover a Falkirk, nella sua campagna (che terminerà senza successo) per recuperare il trono alla dinastia Giacobita.
- 1773 – James Cook, a bordo della HMS Resolution, è il primo europeo a oltrepassare il Circolo polare antartico.
- 1781 – Le truppe continentali del brigadiere generale Daniel Morgan sconfiggono le forze britanniche del tenente colonnello Banastre Tarleton, nella battaglia di Cowpens, in Carolina del Sud.
- 1819 – Simón Bolívar proclama la Repubblica di Colombia.
- 1852 – Il Regno Unito riconosce l'indipendenza delle colonie boere del Transvaal.
- 1885 – Una forza britannica sconfigge un grosso esercito Derviscio nella battaglia di Abu Klea in Sudan.
- 1893 – I coltivatori di zucchero americani, guidati dal Comitato Cittadino di Pubblica Sicurezza, rovesciano il governo della regina Liliuokalani del Regno delle Hawaii.
- 1899 – Gli Stati Uniti prendono il possesso dell'Isola di Wake nell'Oceano Pacifico.
- 1912 – Robert Falcon Scott raggiunge il Polo sud, un mese dopo Roald Amundsen.
- 1916 – Viene fondata la Professional Golfers Association (PGA).
- 1917 – Gli Stati Uniti pagano alla Danimarca 25 milioni di dollari per le Isole Vergini americane.
- 1925 – Benito Mussolini firma le "leggi fascistissime", rendendo così fuori legge tutti i partiti al di fuori del Partito Nazionale Fascista
- 1929 – Braccio di Ferro, un personaggio dei fumetti creato da Elzie Crisler Segar, appare per la prima volta con una striscia su un quotidiano.
- 1943 – Il generale Gabriele Nasci ordina al Corpo d'armata alpino di ritirarsi dal fronte del Don.
- 1944 – Seconda guerra mondiale
  - Le forze alleate lanciano il primo di quattro attacchi con l'intento di sfondare la Linea Gustav diretti a Roma, uno sforzo che avrebbe richiesto alla fine quattro mesi di intensi combattimenti.
  - Partigiani italiani portano a segno l'attentato al balipedio di Viareggio.
- 1945
  - L'Armata Rossa libera la quasi completamente distrutta Varsavia.
  - I nazisti cominciano a "evacuare" il Campo di concentramento di Auschwitz.
  - Il diplomatico svedese Raoul Wallenberg scompare in Ungheria, mentre è sotto la custodia dei sovietici.
- 1946 – Il Consiglio di sicurezza delle Nazioni Unite tiene a Londra la sua prima sessione.
- 1948 – Viene firmato un armistizio tra le forze nazionaliste indonesiane e l'esercito olandese.
- 1966 – Incidente di Palomares: un bombardiere B-52 si scontra con un aereo da rifornimento KC-135 sui cieli della Spagna, sganciando tre bombe all'idrogeno da 70-kilotoni nei pressi della cittadina di Palomares e un'altra in mare. Nessuna di queste è esplosa.

- 1973 – Ferdinand Marcos diventa presidente "a vita" delle Filippine.
- 1977 – Gary Gilmore, un assassino, viene giustiziato da un plotone di esecuzione nello Utah, ponendo fine a una moratoria di dieci anni sulla pena di morte negli Stati Uniti.
- 1985
  - Crollo del Palasport di San Siro a Milano a causa di una forte nevicata.
  - La British Telecom annuncia il ritiro delle celebri cabine rosse del telefono britanniche.
- 1988
  - Su Canale 5, alle ore 19.05, viene trasmessa la prima puntata di Casa Vianello, con un successo tale che l'ultima puntata della sitcom sarà mandata in onda (nel 2007) dopo 16 stagioni e 337 puntate (19 anni dopo).
- 1991
  - Guerra del Golfo: l'Iraq lancia 8 missili Scud su Israele, nel tentativo di provocarne la reazione.
  - Harald V diventa re di Norvegia alla morte del padre, Olav V.
- 1995 – Un terremoto di magnitudo 7,3, chiamato Grande terremoto di Hansin, ha luogo nei pressi di Kōbe, in Giappone, causando gravi danni alle costruzioni e facendo oltre 6.400 vittime.
- 1996 – La Repubblica Ceca chiede di entrare a far parte dell'Unione europea.
- 1998 – Paula Jones accusa il presidente degli Stati Uniti d'America Bill Clinton di molestie sessuali.
- 2002 – Il Monte Nyiragongo, nella Repubblica Democratica del Congo, erutta, causando 400.000 sfollati.
- 2005 – Iraq: sequestro lampo del vescovo Monsignor Basile Georges Casmoussa
- 2010 – A Jos, in Nigeria, proteste fra musulmani e cattolici provocano più di 200 morti
- 2011 – Steve Jobs lascia il posto come amministratore delegato della Apple a Tim Cook

## Nati
Ci sono circa 1 300 voci su persone nate il 17 gennaio; vedi la pagina Nati il 17 gennaio per un elenco descrittivo o la categoria Nati il 17 gennaio per un indice alfabetico.

## Morti
Ci sono circa 570 voci su persone morte il 17 gennaio; vedi la pagina Morti il 17 gennaio per un elenco descrittivo o la categoria Morti il 17 gennaio per un indice alfabetico.

## Feste e ricorrenze

### Civili
Internazionali:
- Giornata del dialogo tra cattolici ed ebrei
- Giornata nazionale del dialetto e delle lingue locali

### Religiose
Cristianesimo:
- Sant'Antonio abate
- San Giuliano Saba, eremita
- San Charles Gore, vescovo, (Chiesa anglicana)
- San Jenaro Sanchez Delgadillo, martire messicano
- San Marcello di Die, vescovo di Die
- Santa Mildgita, badessa benedettina
- Santa Neosnadia di Loudoun, vergine
- Santa Roselina di Villeneuve, vergine e monaca certosina
- Santi Speusippo, Elasippo, Melasippo e Leonilla, martiri
- San Sulpizio il Pio, vescovo di Bourges
- Beato Enrico Comentina, patriarca di Costantinopoli, martire
- Beata Eufemia Domitilla, badessa
- Beato Gamelberto, sacerdote